# Doença de Erdheim-Chester
A doença de Erdheim-Chester  (também conhecida como síndrome de Erdheim-Chester ou histiocitose esclerosante poliostótica) é uma forma rara de histiocitose de células que não de Langerhans. Acontece por depósito de lipídios e se enquadra no grupo das xantogranulomatoses lipídeas que incluem: granuloma necrobiótico, histiocitose de Langerhans e síndrome de Rosai Dorfman. Pode matar o paciente em 1 dia, se o primeiro sintoma for hemorragia anal.

## Etiologia
De etiologia desconhecida, diferencia-se da Histiocitose X, ou de Langerhans, que é mais frequente. Afeta pessoas mais velhas e crianças,  tem pior prognóstico.
O primeiro caso de Erdheim-Chester foi diagnosticado pelo patologista americano William Chester em 1930.

## Sintomas
Podem surgir sintomas de gastrointerite, podendo também apresentar sintomas inespecíficos como febre e perda de peso, no entanto as manifestações clínicas mais frequentes são dor nos ossos, principalmente nas extremidades inferiores, sangue nas fezes, insuficiência renal. Na colonoscopia podem encontrar-se pápulas roxas. A falência hepática pode dar sinal da doença,assim como exoftalmia, xantomas palpebrais e diabetes insípida.
São detectados níveis baixos de lipoproteínas de baixa densidade, LDL-Colesterol. Apesar da presença de xantomas, os pacientes não têm nenhum sinal de arteriosclerose.
Outros sintomas incluem:
- Dispneia
- Fibrose Retroperitoneal
- Problemas neurológicos (incluindo Ataxia)

## Tratamento
- Quimioterapia
- Tratamento com radiação
- Tratamento com altas doses de Corticosteróides
- Interferon-α
- Ciclosporina

Também tem sido usado o tratamento com alcalóides da vinca e antraciclina.